# Joton
Joton is een bestuurslaag in het regentschap Klaten van de provincie Midden-Java, Indonesië. Joton telt 2789 inwoners (volkstelling 2010).